# Honey (píseň)
„Honey“ je píseň amerického hudebníka Mobyho. Vydána byla 31. srpna 1998 jako první singl z jeho páté desky Play, jejíž vydání následovalo v květnu 1999. Tato uptempová píseň obsahuje vokální linku písně „Sometimes“ od americké bluesové zpěvačky Bessie Jones, zatímco její instrumentální část je postavena kolem opakujícího se klavírního riffu písně „Woman to Woman“ od rockového zpěváka Joea Cockera. Moby objevil záznam písně „Sometimes,“ když poslouchal kompilace nahrávek sestavené sběratelem Alanem Lomaxem. Následně složil píseň „Honey“, stejně jako několik dalších písní z alba Play. Písni „Honey“ se dostalo dobrého přijetí od kritiků, kteří chválili použití samplu písně „Sometimes“ a označovali ji za vrchol alba Play. Píseň se dostala na třiatřicátou příčku britské singlové hitparády a rovněž do hitparád dalších zemí, včetně Rakouska a Německa. K písni byl rovněž natočen videoklip, jehož režisérem byl Roman Coppola. Píseň „Honey“ se v době původního vydání dočkala několika remixů. O dva roky později byl zveřejněn další oficiální remix, v jehož částech zpívá R&B zpěvačka Kelis.

## Pozadí a kompozice

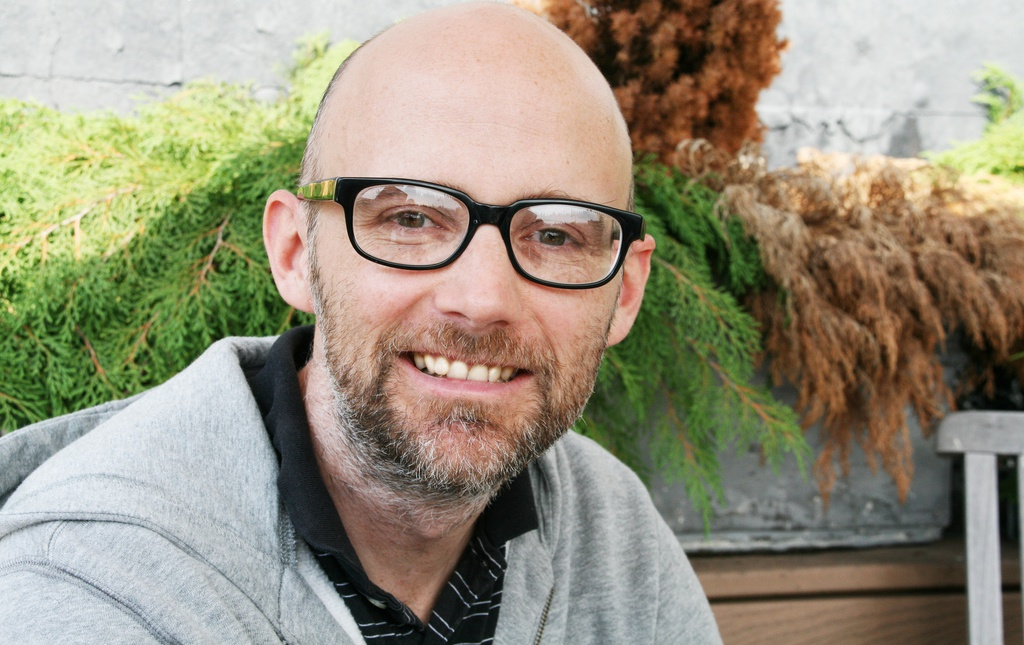
Moby na snímku z roku 2009

Americký hudebník Moby složil píseň „Honey“ pro své páté album Play poté, co si poslechl boxset složený z americké lidové hudby sestavený sběratelem této hudby Alanem Lomaxem. Tyto a cappella nahrávky se mu zalíbily, načež přibližně za deset minut složil píseň „Honey“. Lomaxem pořízené nahrávky rovněž posloužily jako základ pro další písně z alba Play, například „Find My Baby“ a „Natural Blues“. Poté, co Moby dokončil základní nahrávku písně, pověřil brazilského producenta Maria Caldata, Jr., jenž v té době dokončil album Hello Nasty od hiphopové skupiny Beastie Boys, aby provedl proces míchání zvuku nahrávky.
Píseň „Honey“ je hudebně postavená na klavírem vedeném beatu. Klavírní riff je inspirován písní „Woman to Woman“ od rockového zpěváka Joea Cockera. Veškerou instrumentaci nahrál sám Moby, a to včetně partů hraných na slide kytaru. Celkově využívá motivu písně „Sometimes“ z roku 1960 od americké bluesové zpěvačky Bessie Jones z Lomaxovy kompilace Sounds of the South. Samply se skládají z několika veršů v podání Bessie Jones, přičemž každý následuje sborově zpívané slovo „sometime“ (někdy). Verše se v průběhu písně různými způsoby opakují a harmonizují. Moby se nechal slyšet, že hlas v písni má vyjadřovat ženské pohlaví. Mezi další hudební prvky obsažené v nahrávce „Honey“ patří tleskání rukou, škrábání gramofonu (desky) a syntetizované smyčce.

## Vydání
Píseň „Honey“ byla vydána jako první singl z alba Play dne 31. srpna 1998 pouze ve Spojeném království, měsíce před vydáním samotného alba. V následujícím měsíci (září 1998) byl singl vydán v některých dalších evropských zemích. Několik rozhlasových stanic odmítlo píseň hrát. Moby k tomu řekl: „Hodně rozhlasových stanic píseň nehrálo z důvodu, že jde o instrumentální taneční píseň. Poslouchám to a vše, co slyším, je zpívání. Mluví o téže písni?“ Vzniklo několik oficiálních remixů písně od mnoha umělců, včetně Rolla Armstronga, WestBama, Sister Bliss, Sharama Jeye, Mickeyho Finna a samotného Mobyho. Namísto výběru remixů pro zařazení na fyzický singl „Honey“ se Moby a vydavatelství Mute Records rozhodli vydat je všechny.
Navzdory nízké podpoře v rádiích se singlu „Honey“ podařilo umístit se v hitparádách několika evropských zemí. V britské singlové hitparádě debutoval 5. září 1998 na 33. příčce. V dalším týdnu spadl na 53. místo a následně z hitparády vypadl. Nejvyššího umístění dosáhl v Rakousku, kde se vyšplhal až na třicáté místo, a rovněž se umístil v německé (77. pozice) a nizozemské hitparádě (94. místo). Mimo Evropu píseň dosáhla hitparádového úspěchu také v hudebníkových domovských Spojených státech amerických a dále v Austrálii. V americké hitparádě tanečních a elektronických singlů časopisu Billboard dosáhl ve spojení se singlem „Run On“ devětačtyřicáté pozice a v Austrálii se dostal na 56. místo. Moby později vytvořil další remix písně, do něhož svým hlasem přispěla R&B zpěvačka Kelis. Dodatečnou produkci a remix dodělala osoba jménem Fafu. Tato verze vyšla na singlu „Why Does My Heart Feel So Bad?“ dne 16. října 2000 a dosáhla sedmnáctého místa v Britské singlové hitparádě.

## Přijetí kritiky
Písni „Honey“ se dostalo pozitivního přijetí ze strany hudebních kritiků. Publicista Frank Owen z týdeníku The Village Voice uvedl, že v něm píseň vzbuzuje vzpomínky na hypnotický metronomický funk Hamiltona Bohannona ze sedmdesátých let. Vyzdvihoval rovněž sexuální naléhavost písně. Alexandra Marshall pro MTV uvedla, že samply písně „Sometimes“ „fungují jako přísady ve zvukové koláži a zároveň zůstávají rozpoznatelné.“ Novinář píšící pro The Guardian chválil píseň jako „radostné, hypnotické a skotačící blues“ a v magazínu NME byla označena za „jiskřivý diamant“. Spisovatel David Kastin ve své knize I Hear America Singing: An Introduction to Popular Music uvádí, že se písni „Honey“ v recenzích alba Play často dostávalo zvláštní pochvaly. Takto píseň chválil například Jim Sullivan z deníku The Boston Globe. Gene Stout ji zase označil za „jednu z nejpřitažlivějších skladeb alba.“ Píseň se objevila na 24. příčce žebříčku Pazz & Jop týdeníku The Village Voice. Časopis Spin označil píseň za desátý nejlepší singl roku 1999.

## Videoklip

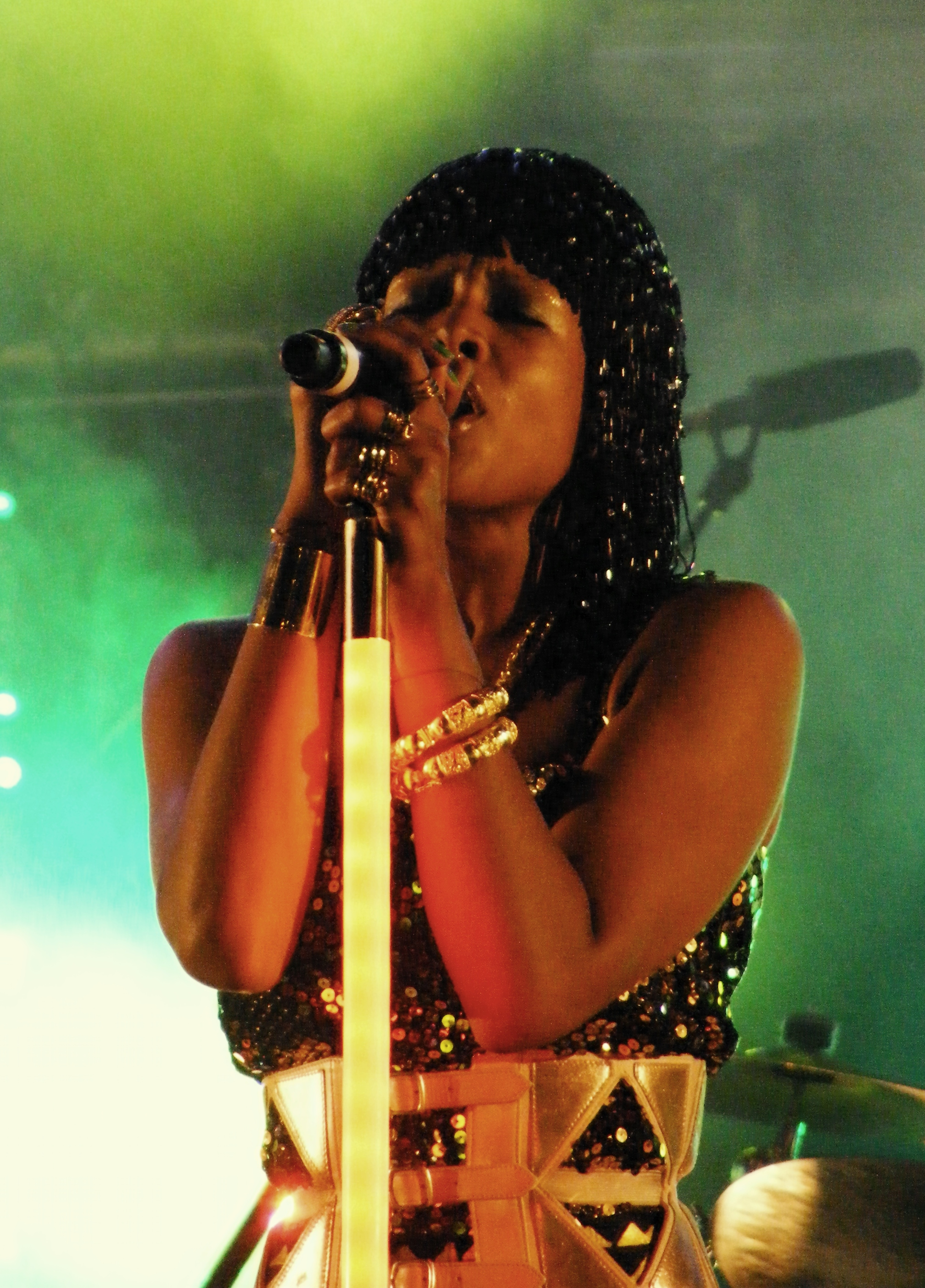
Kelis během vystoupení v roce 2010

K písni „Honey“ byl natočen videoklip, který režíroval Roman Coppola. Na začátku videa je vidět malá dřevěná bedna padající z oblohy. Po dopadu na zem se zevnitř otevře poklop a z bedny vystoupí Moby v obleku. Potom vyleze druhý člověk, opět stejně oblečený Moby, a následuje třetí člověk. Opět Moby. Dále se děj z opuštěného místa přesouvá do města, kde jeden Moby spatří automobil značky Mercedes-Benz a jde k němu. Přitom v rukou otevře mapu, která mu ulétne pod automobil. Moby se vplazí za ní a vyleze zpod postele uvnitř místnosti. V koupelně je žena, ale Moby předtím, než jej zpozoruje, sebere mapu a byt opustí. Oba dva další Mobyové ho následují. Moby vstoupí do další místnosti a vyskočí z okna.
Dopadne do lesa. Zde jsou vidět dva jdoucí Mobyové, jeden projde za stromem a jeho oblečení zůstává stejně. Druhý projde a jeho oblečení se mění na ležérní. Následně kolem projíždí již předtím viděný automobil (řídí další Moby), kterému po chvíli dochází palivo. V triku oblečený Moby poté šplhá na strom a vyleze v koupelně už dříve spatřené ženy. Zde nachází a sebere balíček. Pak se vplazí pod postel a vylézá zpod auta, kterému došlo palivo. Otevře balík a uvnitř najde kanystr, z něhož nalije palivo do nádrže. Nasedne do auta a odjíždí, postupně nastoupí zbylí dva Mobyové. Po chvíli dorazí k místu, kde vylezli z bedny, a opět do ní vlezou. Poslední Moby za sebou zavře poklop, bedna exploduje a video končí.

## Seznam skladeb
CD singl (Německo a UK)
1. Honey – 3:27
2. Micronesia – 4:18
3. Memory Gospel – 6:42

CD singl (UK)
1. Honey (Rollo & Sister Bliss Blunt Edit) – 4:02
2. Honey (118 Mix od Mobyho) – 3:16
3. Honey (WestBam & Hardy Hard Mix) – 6:19
4. Honey (Aphrodite & Micky Finn Remix) – 6:24

12" singl (UK)
- Strana 1

1. Honey (Rollo & Sister Bliss Remix) – 7:06

- Strana 2

1. Honey (Sharam Jey's Sweet Honey Mix) – 6:41
2. Honey (Low Side Mix) – 5:52

CD singl (USA)
1. Honey – 3:27
2. Honey (118 Mix od Mobyho) – 4:49
3. Honey (Sharam Jey's Sweet Honey Mix) – 6:41
4. Honey (Aphrodite & Mickey Finn Mix) – 6:24
5. Run On – 4:27
6. Run On (Moby's Young and Funky Mix) – 6:05
7. Run On (Sharam Jey's Always on the Run Remix) – 6:01
8. Memory Gospel – 6:42

CD singl – remix (UK)
1. Why Does My Heart Feel So Bad? – 3:45
2. Honey (remix; feat. Kelis) – 3:13
3. Flower – 3:25